# Bijou (Automarke)

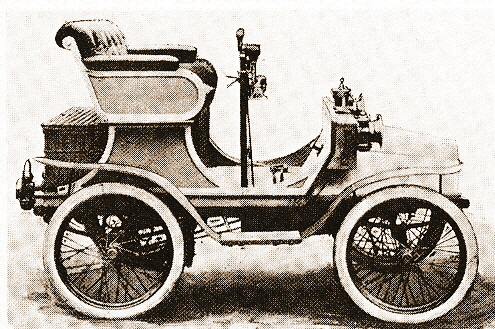
Bijou (1901)

Bijou war eine britische Automobilmarke, die nur 1901 von der Protector Lamp & Lighting Co. Ltd. in Eccles in Lancashire hergestellt wurde.
Das einzige Modell war ein zweisitziger Runabout mit einer hinten liegend eingebauten Einzylinder-Unterflurmaschine. Die Starterkurbel war im Inneren des Wagens unterhalb des Sitzes angebracht. Die Motorleistung betrug 5 PS.
Ein Fahrzeug wurde 1904 auf der Crystal Palace Automobile Show, London, ausgestellt.